# The Pigeon Detectives
The Pigeon Detectives – brytyjska grupa muzyczna założona w Rothwell w hrabstwie West Yorkshire.
W 2006 roku zagrali jako support na trasie Dirty Pretty Things. W drugiej połowie 2006 byli supportem na trasie Kaiser Chiefs. Od tamtej pory oba zespoły przyjaźnią się. Ich debiutancki album Wait For Me został wydany w 2007 i uzyskał status platynowej płyty w Wielkiej Brytanii. W 2008 zespół wydał album Emergency.

## Dyskografia

### Albumy
| Year | Album       | Certyfikaty | Pozycja na liście | Pozycja na liście | Pozycja na liście | Pozycja na liście |
| Year | Album       | Certyfikaty | Wielka Brytania   | Irlandia          | Dania             | Świat             |
| ---- | ----------- | ----------- | ----------------- | ----------------- | ----------------- | ----------------- |
| 2007 | Wait for Me | UK: Platyna | 3                 | -                 | 54                | -                 |
| 2008 | Emergency   | UK: Złoto   | 5                 | 69                | -                 | 23                |

### Single
| Rok  | Tytuł                   | Album       | UK  | UK Indie |
| ---- | ----------------------- | ----------- | --- | -------- |
| 2006 | I Found Out             | Wait for Me | 39  | 1        |
| 2007 | Romantic Type           | Wait for Me | 19  | 1        |
| 2007 | I'm Not Sorry           | Wait for Me | 12  | 1        |
| 2007 | Take Her Back           | Wait for Me | 20  | 1        |
| 2007 | I Found Out             | Wait for Me | 42  |          |
| 2008 | This Is An Emergency    | Emergency   | 14  | 1        |
| 2008 | Everybody Wants Me      | Emergency   | 51  | 3        |
| 2008 | Say It Like You Mean It | Emergency   | 161 |          |